# Еврейская самооборона
Еврейская самооборона — организованный отпор евреев попыткам еврейских погромов.

## Россия

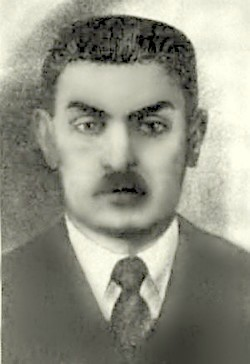
Мойше-Яков Вольфович Винницкий, создатель отряда самообороны в Одессе.

Первая попытка самообороны в Российской империи была предпринята в Одессе во время еврейского погрома в 1871. Этот опыт оказался неудачным: небольшие, разрозненные и плохо вооружённые еврейские отряды, руководимые студентами Новороссийского университета, не смогли остановить погромщиков. 3−5 мая 1881 еврейская самооборона в Одессе действовала успешнее: студентам (среди них были М. Я. Рабинович и В. А. Хавкин) и преподавателям иврита удалось организовать сравнительно крупные отряды, костяк которых составили мясники и извозчики; вооружённые в основном топорами, дубинками и железными прутами (лишь у некоторых были пистолеты), они не допустили погрома в ряде еврейских кварталов в центре города. Полиция, запретившая евреям создавать самооборону, преследовала её участников, а не погромщиков — 150 евреев были арестованы, в том числе В. А. Хавкин, схваченный с револьвером в руке.
В Варшаве, где погром произошёл в декабре 1881, погромщики в еврейских районах встретили отпор и, понеся потери, были вынуждены бежать. Серьёзный бой в марте 1882 произошёл в Балте. В 1897 году отряды евреев выступили с оружием в руках против солдат, громивших еврейские лавки на рыночной площади Минска. 14 участников этих отрядов были арестованы и преданы суду.
Кишинёвский погром 6−7 апреля 1903 привёл к массовому созданию отрядов самообороны в большинстве районов Черты оседлости. Отряды самообороны дали решительный бой антисемитам в Гомеле в противостоянии с 29 августа до 1 сентября 1903. В 1904 в Двинске вооружённый отряд бундовцев, которым руководил Мендель Дейч, отразил нападение погромщиков на еврейские кварталы. В апреле 1905 вооружённые отряды еврейской молодежи разогнали погромщиков в Мелитополе и Симферополе, а в июле того же года в Екатеринославе.
31 июля 1905 в Керчи по приказу градоначальника был обстрелян отряд самообороны, пытавшийся остановить погром, в результате погибло два бойца самообороны. В Киеве еврейские боевые группы упорно сражались с погромщиками несмотря на то, что на стороне последних с самого начала выступили казаки; половину убитых в ходе столкновений и умерших впоследствии от ран составили участники погрома. В Полтаве благодаря профилактическим действиям по наведению порядка отрядом «По‘алей Цион» во главе с Ицхаком Бен-Цви в 1905−1907 не было ни одного погрома. В Ростове-на-Дону и в Стародубе группы самообороны оказались бессильны перед погромщиками, так как последних поддерживали войска и полиция, но в тех немногочисленных случаях, когда власти сохраняли нейтралитет, самообороне неизменно удавалось быстро навести порядок своими силами: так развивались события в Витебске и в некоторых других городах.
В декабре 1917 И. В. Трумпельдор, с разрешения большевиков, организовал в Петрограде еврейский батальон численностью около 1 тысячи человек, однако уже в начале февраля 1918 эта часть была расформирована. В январе 1918 комендант Киева, подчиняющийся правительству УНР (Центральной раде), разогнал проходившую в городе Всероссийскую конференцию евреев-воинов, которая обсуждала и планы создания самообороны, при этом глава Всероссийского союза евреев-воинов и его заместитель были убиты. В годы Гражданской войны в нескольких населённых пунктах на Украине действовали отряды еврейской самообороны, которыми обычно командовали бывшие офицеры и солдаты российской императорской армии, например, в Бершади — Моше Дубровенский, в Тетиеве — Гирш Тури. В местечке Голованевск под предводительством Хаима Острого в 1918 г. был организован отряд еврейской самообороны численностью в несколько сотен человек. Он имел на вооружении не только винтовки, конфискованные или купленные у дезертиров, но и артиллерийское орудие, а также самодельные гранаты. Местечко постоянно патрулировала еврейская стража, а при необходимости весь отряд выступал (в ряде случаев вместе с подразделениями Красной армии) на защиту местечка или евреев, живших в окрестных деревнях. В августе 1919 г. отряд был разгромлен наступающими белогвардейцами, Хаим Острой и его сын Яков были убиты. За уничтожением отряда самообороны в Голованевске последовал погром.
В августе 1919 году петлюровцы разоружили большой и хорошо организованный отряд самообороны в Погребище, после чего банда атамана Зелёного устроила в оставшемся без защиты местечке массовую резню.
Однако в Одессе и в некоторых населённых пунктах, расположенных неподалеку от неё, вооружённая пулемётами еврейская милиция по борьбе с погромами, во главе которой стоял С. Якоби, смогла полностью предотвратить антиеврейские вылазки. Погромы в Одессе были предотвращены во многом также благодаря еврейским уголовникам, главарем которых был Мойше-Яков Вольфович Ви́нницкий (Мишка Япончик). После установления советской власти на Украине отряды еврейской самообороны влились в Красную армию и сыграли важную роль в ликвидации разгула бандитизма. В апреле 1919, когда Красная армия ненадолго заняла Одессу, в её состав был включён отряд местных евреев из числа уголовников, сформированный Мишкой Япончиком, но уже в июле того же года за отказ отправиться на фронт этот отряд был ликвидирован, а Мишка Япончик был застрелен.

## Европа
В конце 1918 бывшие офицеры армии Австро-Венгрии, входившие в сионистские организации, создали в таких городах Австрии и Чехословакии, как Вена, Прага, Брно, Братислава, Оломоуц и других подразделения еврейской самообороны, в которые принимали в основном солдат, возвращавшихся с фронтов Первой мировой войны. Такие отряды, бойцы которых носили бело-голубые кокарды, подчинялись еврейским национальным советам Австрии и Чехословакии.
В период массовых погромов в Венгрии, начавшихся после ликвидации Венгерской советской республики в августе 1919, евреев страны защищала самооборона, организованная сионистами; в нескольких случаях ей удалось разогнать нападавших, несмотря на численное превосходство последних. После событий осени 1956 основная часть евреев массово эмигрировала из страны.
После Второй мировой войны в некоторых государствах Западной Европы, например во Франции, члены еврейских спортивных клубов и сионистских молодёжных организаций иногда формировали самооборону, пресекавшую насильственные антисемитские акции неонацистов, новых левых, объединений выходцев из арабских и мусульманских стран, а также боровшуюся с уголовными бандами.

## Арабские страны
В 1940-х сионисты создали (под руководством эмиссаров Хаганы, тайно прибывших из Эрец-Исраэль) самооборону в нескольких арабских странах, где участились нападения на евреев: в Ираке действовала организация Ха-Шура, в Северной Африке — Ха-Маген и Лави. Известна еврейская самооборона у ливийских евреев и т. д.

## Китай
В первой половине XX века в Китае существовало несколько организаций еврейской самообороны. Впоследствии наиболее влиятельной из них (а в некоторые периоды — единственной) стала основанная в Харбине в 1929 г. китайская ветвь международной сионистской органзиации Бетар.
Китайское отделение Бетара организовало физвоспитание молодёжи, противодействовало хулиганам и антиеврейским провокациям Русской фашистской партии и других пронацистских объединений русских эмигрантов. Во время наводнений в Харбине в 1932 г. и в Тяньцзине в 1939 г. отряды Бетара проводили эвакуацию населения, оказывали помощь пострадавшим и строили противопаводковые заграждения. В 1932 году бетаровцы по инициативе Р. Биткера сформировали в Шанхае еврейский взвод (к 1938 г. выросший до отдельной роты) в составе Шанхайского волонтёрского корпуса по защите международного сеттльмента. Также Бетаром выпускался ряд газет и журналов.
В 1937 г. первый Съезд еврейских общин Дальнего Востока объединил евреев Харбина, Мукдена, Тяньцзиня, Хайлара и Циндао в автономный Национальный совет евреев Восточной Азии, а также, приняв политику непротивостояния японской оккупации, обеспечил защиту еврейского населения японскими властями до 1941 г.
С началом наступления советских войск в Маньчжурии ряд лидеров движения был арестован советскими войсками и обвинён в коллаборационизме. После окончания Второй мировой войны члены Бетара в Китае участвовали в создании местных ячеек Иргуна и планировании нападений на британские корабли в китайских портах, которые так и не были осуществлены в связи с выводом британских войск из Палестины. Китайское отделение Бетара также организовывало поставки оружия и экипировки в Израиль во время Арабо-израильской войны, готовила будущих солдатов Иргуна и ЦАХАЛа.

## Северная Америка
В США, особенно в Нью-Йорке, защиту евреев от местных нацистов в 1930-х взяли на себя еврейские гангстеры, иногда раввины и руководители общин специально обращались к ним с просьбой организовать охрану синагог и других общественных мест, а также проследить за тем, чтобы митинги и демонстрации нацистов не перерастали в погромы.
С 1968 защитой евреев занялась организация Лига защиты евреев. В 2012 году в Канаде стали создавать самооборону.

## Латинская Америка
Организации еврейской самообороны в странах Латинской Америки спорадически создавались в 1930-е годы, но значительный толчок в развитии получили только в 60-е и 70-е годы в связи с волной антисемитизма, вызванной арестом и казнью Адольфа Эйхмана, Шестидневной войной, а также серией вооружённых захватов власти праворадикальными силами. Организации создавались с прямой поддержкой МИД Израиля. Группы самообороны существовали в Аргентине, Венесуэле, Уругвае и Чили.
Латиноамериканские организации еврейской самообороны занимались спортивным и военно-патриотическим воспитанием населения, охраной синагог и еврейских праздничных процессий, а также активным противодействием враждебным организациям. Устраивались поджоги антисемитских издательств, осуществлялось запугивание политиков, даже было произведено нападение на филиал Лиги арабских государств в Буэнос-Айресе.
Решающую роль в создании сети еврейской самообороны в Латинской Америке сыграл агент Моссада Давид Бен-Узиэль.